# Josef Holeček
Josef Holeček (Říčany, 25 gennaio 1921 – Praga, 20 febbraio 2005) è stato un canoista cecoslovacco.

## Carriera
In rappresentanza della Cecoslovacchia ha vinto due medaglie olimpiche nella canoa, entrambe d'oro. In particolare ha conquistato la medaglia d'oro alle Olimpiadi di Londra 1948 nella specialità C1 1000 metri e la medaglia d'oro anche alle Olimpiadi di Helsinki 1952 nel C1 1000 metri.
Ha partecipato ai campionati mondiali di canoa/kayak 1950 svoltisi a Copenaghen conquistando una medaglia d'oro nel C1 1000 metri ed una medaglia d'argento nel C1 10000 metri.